# Rừng mưa Amazon
Rừng mưa Amazon (tiếng Bồ Đào Nha Brasil: Floresta Amazônica hay Amazônia; tiếng Tây Ban Nha: Selva Amazónica hay Amazonía) hay rừng nhiệt đới Amazon, gọi tắt là Rừng Amazon, là một khu rừng lá rộng đất ẩm thuộc khí hậu nóng ẩm ở lưu vực Amazon của Nam Mỹ. Khu vực này, được gọi là Amazonia hoặc Lưu vực Amazon bao gồm một diện tích 7 triệu km² (1,7 tỷ mẫu Anh), trong đó rừng mưa chiếm 5,5 triệu km² (1,4 tỷ mẫu Anh). Khu vực này nằm trong lãnh thổ của 9 quốc gia: chủ yếu là Brasil (với 60% rừng mưa), Peru (13%), và phần còn lại thuộc Colombia (6%), Venezuela (6%), Ecuador (2%),Bolivia (7%), Guyana (3%), Surinam (2%) cùng Guyana thuộc Pháp (1%). Các bang hoặc tỉnh của 4 quốc gia được đặt tên Amazonas theo tên khu rừng này. Rừng mưa Amazon chiếm hơn 50% rừng mưa còn lại của Trái Đất và bao gồm một dải rừng mưa nhiệt đới lớn nhất và phong phú nhất về loài cây, động vật trên thế giới.
Rừng mưa Amazon là một khu bảo tồn thiên nhiên trên thế giới. Đó là khu dự trữ sinh quyển cho loài người. Chính vì vậy sự bảo tồn các loài động vật quý hiếm và các loại tài nguyên, nhất là nguồn tài nguyên sinh vật tại khu vực này đóng vai trò trong việc bảo vệ sự tồn tại và phát triển của thế giới loài người.

## Đa dạng sinh học

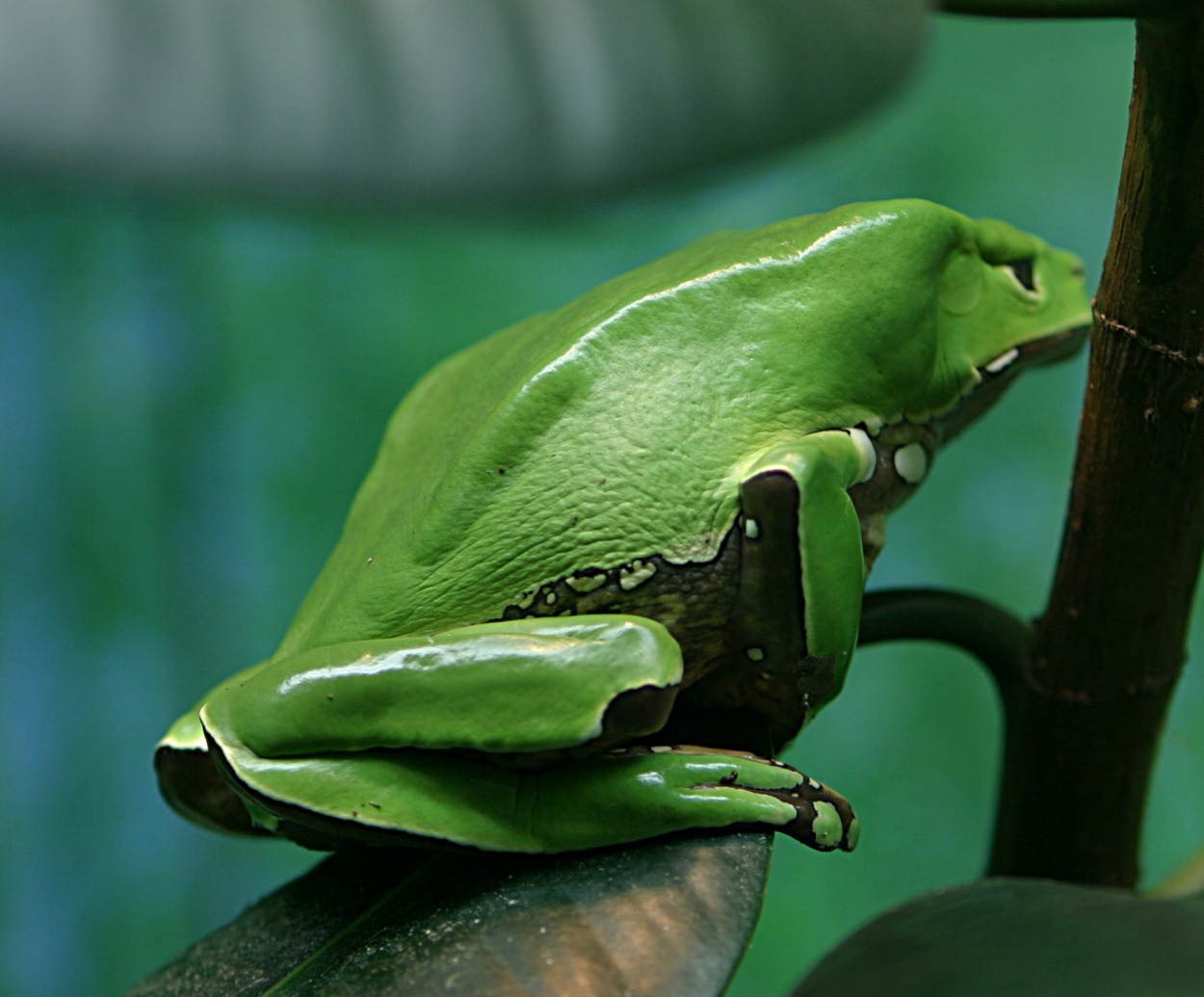
Nạn chặt phá rừng tại rừng mưa Amazon đe dọa nhiều loài ếch cây, là những loài rất nhạy cảm với các thay đổi môi trường (trên hình là ếch lá khổng lồ)

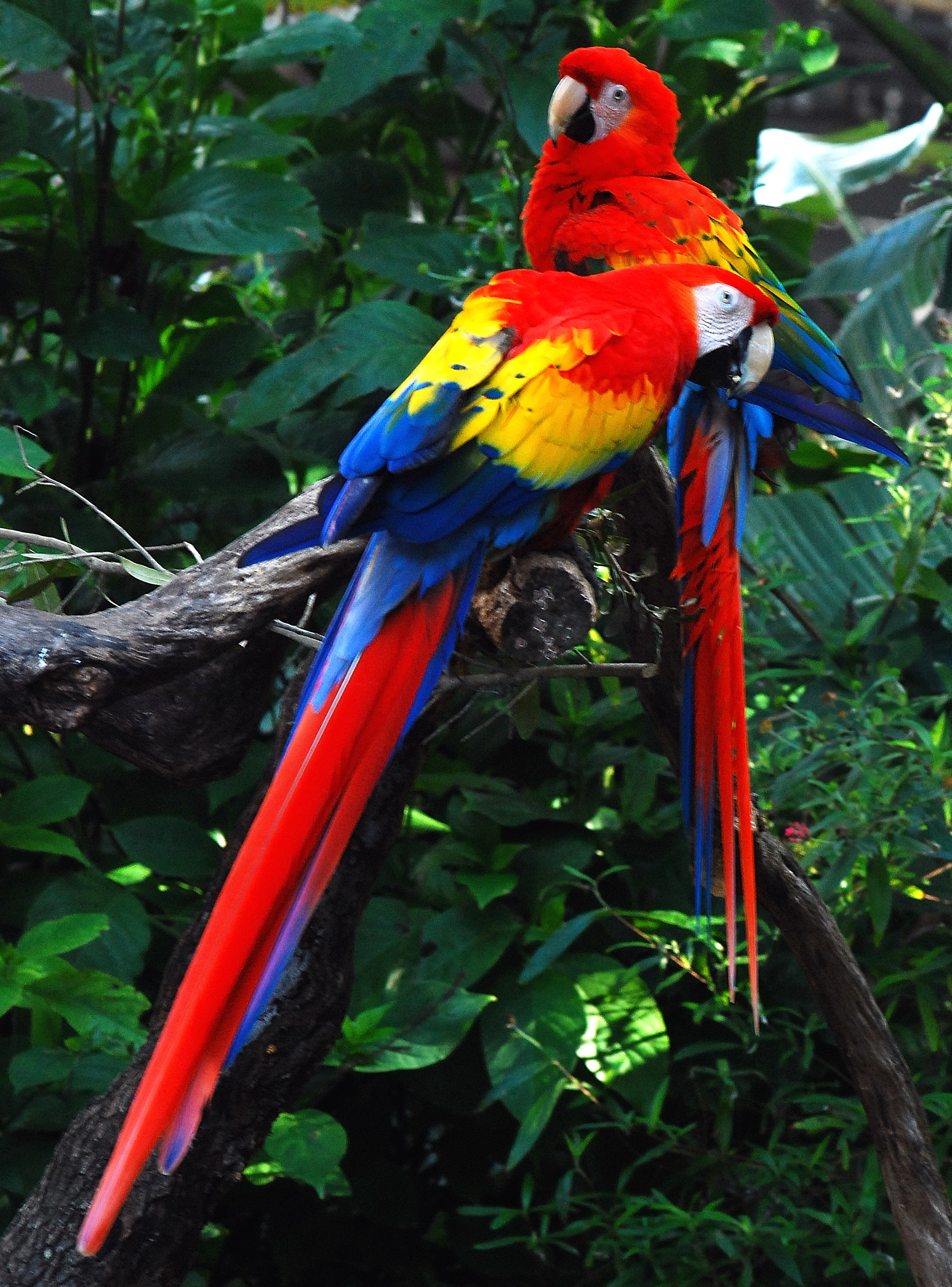
Vẹt Macaw đỏ, loài bản địa của vùng nhiệt đới Nam Mỹ.

Rừng nhiệt đới ẩm ướt là một quần xã sinh vật phong phú nhất về loài, và so với các rừng mưa nhiệt đới tại châu Mỹ thì phong phú về loài hơn các rừng đất ẩm ướt ở châu Phi và châu Á. Như là một dải rừng mưa nhiệt đới lớn nhất tại châu Mỹ, rừng mưa Amazon có sự đa dạng sinh học không thể so sánh. Khoảng 10% số lượng loài đã biết trên thế giới sống tại rừng mưa Amazon. Nó hợp thành tập hợp lớn nhất các loài động, thực vật còn sinh tồn trên thế giới.
Khu vực này là quê hương của khoảng 2,5 triệu loài côn trùng, hàng chục nghìn loài thực vật, và khoảng 2.000 loài chim cùng thú. Tới nay, ít nhất khoảng 40.000 loài thực vật, 3.000 loài cá, 1.294 loài chim, 427 loài thú, 428 loài động vật lưỡng cư, và 378 loài bò sát đã được phân loại khoa học trong khu vực này. Khoảng 20% loài chim trên thế giới sống trong các khu rừng mưa của Amazon. Các nhà khoa học đã mô tả khoảng 96.660-128.843 loài động vật không xương sống chỉ tại mỗi Brazil.
Sự đa dạng về loài thực vật là cao nhất trên Trái Đất với một số nhà khoa học ước tính rằng một km² có thể chứa trên 75.000 kiểu cây gỗ và 150.000 loài thực vật bậc cao. Một km² đất rừng mưa Amazon có thể chứa khoảng 90.790 tấn thực vật còn sinh tồn. Sinh khối thực vật trung bình ước đạt 356 ± 47 tấn/ha. Tới nay, ước khoảng 438.000 loài thực vật có tầm quan trọng kinh tế và xã hội đã được ghi nhận trong khu vực với nhiều loài hơn nữa vẫn đang được phát hiện hay lập danh lục.
Khu vực lá xanh của thực vật và cây gỗ trong rừng mưa dao động khoảng 25% như là kết quả của các thay đổi theo mùa. Tán lá xanh trải rộng trong mùa khô khi ánh nắng mặt trời là cực đại và sau đó bị thu hẹp lại trong mùa ẩm nhiều mây. Các thay đổi này tạo ra sự cân bằng cacbon giữa quang hợp và hô hấp.
Khu vực rừng mưa này cũng chứa một số loài có thể gây ra những mối nguy hiểm cho con người. Trong số các động vật săn mồi lớn nhất có cá sấu Caiman đen, báo đốm Mỹ và trăn anaconda. Trong khu vực sông, các loài cá chình điện có thể phóng ra điện gây choáng hay làm chết người, trong khi cá hổ cũng có thể cắn và làm người bị thương. Hàng loạt loài ếch tên độc tiết ra các chất độc ancaloit ưa mỡ qua thịt của chúng. Tại đây cũng có hàng loạt các loài sinh vật ký sinh và các tác nhân truyền bệnh dịch. Các loài dơi quỷ sinh sống trong các rừng mưa và có thể lan truyền virus bệnh dại. Các bệnh như sốt rét, sốt vàng da và sốt xuất huyết Dengue cũng có thể bị nhiễm phải trong khu vực Amazon.

## Chặt phá rừng
Chặt phá rừng là sự chuyển đổi các khu vực rừng thành khu vực không còn rừng. Các nguồn chính của chặt phá rừng tại Amazon là các khu định cư của con người cũng như sự khai thác diện tích cho đất trồng và đất canh tác. Cho tới đầu thập niên 1960, việc tiếp cận phần bên trong của rừng bị cấm đoán chặt chẽ, và về cơ bản rừng còn khá nguyên vẹn. Các trang trại thành lập trong thập niên 1960 dựa trên gieo trồng cây lương thực bằng phương pháp chặt và đốt rừng. Tuy nhiên, những người dân tới đây định cư đã không thể quản lý đồng ruộng và mùa màng của họ do đất đai nhanh chóng mất độ màu mỡ cũng như sự xâm lấn của cỏ dại. Đất đai tại khu vực Amazon chỉ có thể tạo ra những mùa màng bội thu trong một khoảng thời gian ngắn, vì thế những người nông dân phải thường xuyên di cư tới những khu vực mới và dọn quang thêm nhiều đất đai. Các hoạt động nông nghiệp như thế này đã dẫn tới sự phát quang rừng và gây ra tổn thất môi trường rộng lớn.
Trong khoảng thời gian từ năm 1991 tới năm 2000, tổng diện tích rừng bị mất trong khu vực Amazon tăng từ 415.000 tới 587.000 km², với phần lớn diện tích rừng bị chặt phá biến thành bãi chăn thả gia súc hay đất nông nghiệp. Bảy mươi phần trăm đất đai trước kia là rừng tại Amazon, và 91% đất đai bị mất rừng kể từ năm 1970, được sử dụng để làm bãi chăn thả gia súc. Ngoài ra, Brasil hiện tại là nhà sản xuất hàng thứ hai trên thế giới về đậu tương sau Hoa Kỳ. Các nhu cầu của các trang trại sản xuất đậu tương được dùng để hợp lệ hóa và phê chuẩn nhiều dự án vận tải gây tranh cãi mà hiện tại đang được phát triển trong khu vực này. Hai đường cao tốc đầu tiên chạy xuyên qua rừng mưa đã làm tăng sự định cư và chặt phá rừng. Tốc độ chặt phá rừng trung bình hàng năm từ 2000 tới 2005 (22.392 km²/năm) là 18% cao hơn so với 5 năm trước đó (19.018 km²/năm). Với tốc độ hiện tại, trong hai thập niên thì rừng mưa Amazon sẽ giảm khoảng 40%.

## Bảo tồn và thay đổi khí hậu
Các nhà môi trường e ngại về sự mất đi tính đa dạng sinh học từ việc phá hủy rừng, cũng như về việc giải phóng cacbon chứa trong thảm thực vật, điều này làm gia tăng sự ấm lên toàn cầu. Các rừng thường xanh Amazon chiếm khoảng 10% nguồn sản sinh chính yếu trên đất liền của thế giới và cũng khoảng 10% nguồn lưu trữ cacbon trong các hệ sinh thái—cỡ khoảng 1,1 × 1011 tấn cacbon. Rừng Amazon ước tính tích lũy khoảng 0,62 ± 0.37 tấn cacbon mỗi hecta mỗi năm trong giai đoạn từ năm 1975 tới năm 1996.

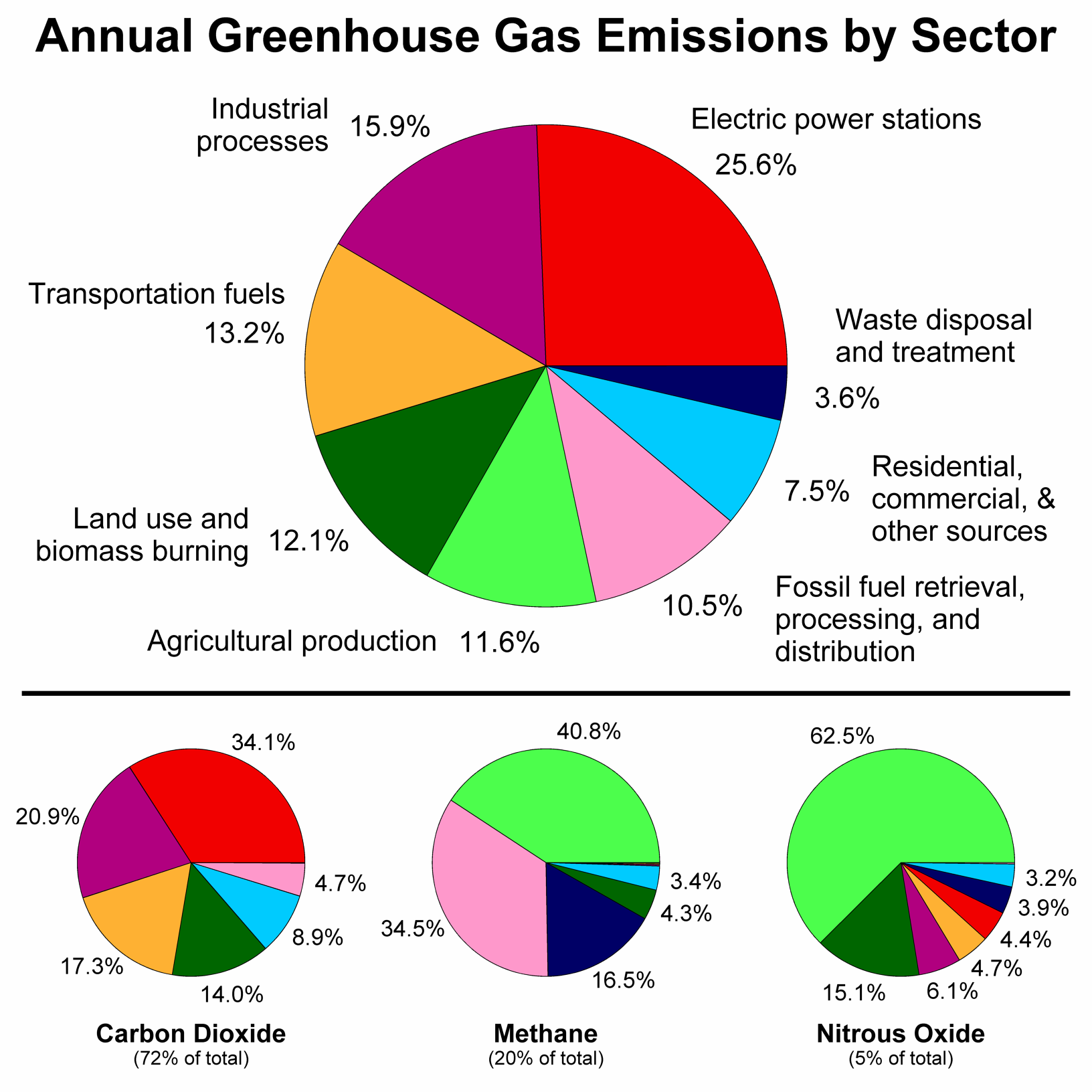
Bức xạ các khí nhà kính nguồn gốc từ con người theo lĩnh vực trong năm 2000

Một mô hình máy tính về thay đổi khí hậu trong tương lai gây ra bởi bức xạ khí nhà kính chỉ ra rằng rừng mưa Amazon có thể trở thành không ổn định trong các điều kiện suy giảm mạnh lượng mưa và gia tăng nhiệt độ, dẫn tới sự mất đi sự che phủ rừng mưa gần như hoàn toàn vào khoảng năm 2100. Tuy nhiên, các giả lập về thay đổi khí hậu trong lưu vực sông Amazon trong nhiều mô hình khác nhau là không thống nhất trong ước tính của chúng về lượng mưa, dao động trong khoảng từ tăng yếu tới giảm mạnh. Kết quả chỉ ra rằng rừng mưa có thể bị đe dọa trong thế kỷ XXI bởi thay đổi khí hậu cùng với việc chặt phá rừng. 
Vào tháng 7 năm 1978, Hiệp ước hợp tác Amazon (ACT), được ký kết bởi Bolivia, Brazil, Colombia, Ecuador, Guyana, Peru, Suriname và Venezuela, là một văn bản pháp lý công nhận bản chất xuyên biên giới của Amazon. Cho đến những năm 1970, bảo tồn môi trường không gì hơn là một cam kết theo Tuyên bố Stockholm năm 1972 coi bảo vệ môi trường là một trong những ưu tiên trong tương lai của nhân loại. ACT tái khẳng định chủ quyền của các quốc gia Amazon và khuyến khích, thể chế hóa và hướng dẫn hợp tác khu vực giữa các quốc gia này.

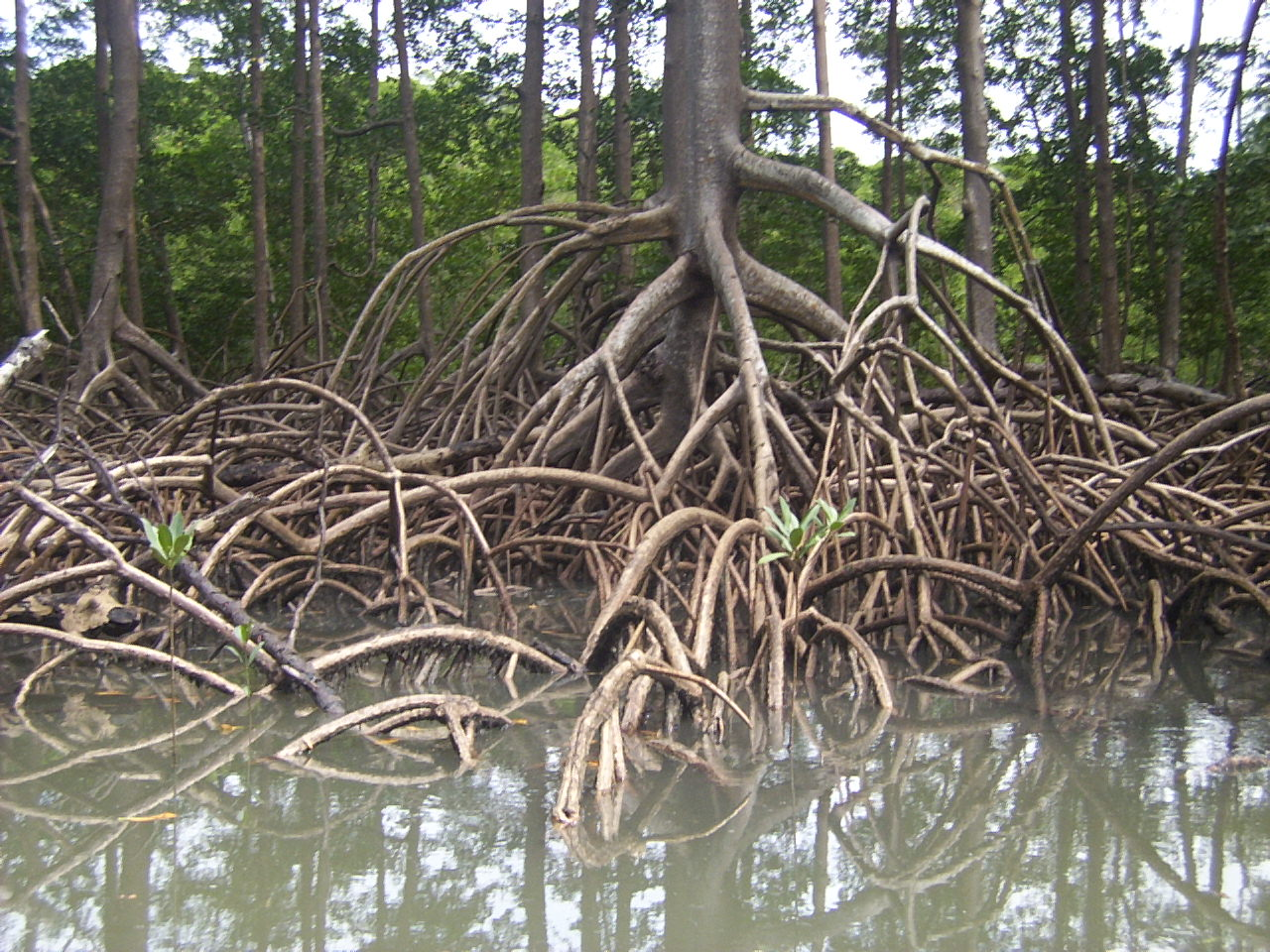
Các rễ khí của cây đước đỏ trên sông Amazon

Năm 1989, nhà môi trường C.M. Peters và 2 đồng nghiệp thông báo rằng có sự thúc đẩy kinh tế và sinh học để bảo vệ rừng mưa. Một hecta tại khu vực Amazon thuộc Peru được tính toán có giá trị 6.820 USD nếu rừng giữ nguyên vẹn để được thu hoạch ổn định lấy quả, nhựa mủ và gỗ; 1.000 USD nếu đốn hạ để lấy gỗ thương mại (không thu hoạch ổn định); hay 148 USD nếu dùng làm bãi chăn thả gia súc.
Do các lãnh thổ bản xứ vẫn tiếp tục bị phá hủy bởi sự chặt phá rừng và những kẻ tàn phá hệ sinh thái, chẳng hạn như các cộng đồng người bản xứ Amazon thuộc Peru vẫn tiếp tục biến mất thì các cộng đồng khác, như người Urarina, vẫn tiếp tục tranh đấu vì sự sinh tồn văn hóa của họ cũng như cho số phận các lãnh thổ rừng của họ. Trong khi đó, mối quan hệ giữa các loài linh trưởng phi người trong sự tồn tại và biểu tượng hóa của người Nam Mỹ bản xứ vùng đất thấp đã thu được sự chú ý gia tăng, do có các cố gắng bảo tồn tren cơ sở dân tộc-sinh học và cộng đồng.
Từ năm 2002 tới năm 2006, vùng đất bảo tồn trong rừng mưa Amazon đã tăng gần gấp ba và tốc độ chặt phá rừng tại đó giảm xuống tới 60%. Khoảng 1.000.000 km² (250 triệu mẫu Anh) đã được quy hoạch thành một vài dạng bảo tồn, bổ sung thêm cho lượng hiện tại là 1.730.000 km² (430 triệu mẫu Anh)

### Giám sát từ xa
Sử dụng các dữ liệu giám sát từ xa cải thiện đáng kể kiến thức và hiểu biết của các nhà bảo tồn về lưu vực Amazon. Với các phân tích che phủ đất đai trên cơ sở hình ảnh vệ tinh có giá thành không quá đắt và khách quan, dường như là công nghệ giám sát từ xa sẽ là một phần không thể thiếu trong việc đánh giá phạm vi tổn thất của việc chặt phá rừng trong lưu vực. Ngoài ra, giám sát từ xa là tốt nhất và có lẽ là cách thức duy nhất để nghiên cứu Amazon ở quy mô lớn.
Sử dụng công nghệ giám sát từ xa để bảo tồn Amazon cũng được các bộ lạc bản xứ trong lưu vực sử dụng để bảo vệ các vùng đất bộ lạc của họ khỏi các lợi ích thương mại. Sử dụng các thiết bị GPS cầm tay và các chương trình như Google Earth, các thành viên của bộ lạc Trio, những người sống trong rừng mưa miền nam Surinam, đã lập bản đồ các vùng đất tổ tiên của mình để giúp tăng cường các yêu sách lãnh thổ của họ. Hiện tại, phần lớn các bộ lạc trong lưu vực Amazon không có các ranh giới định nghĩa rõ ràng, làm cho lãnh thổ của họ dễ dàng trở thành mục tiêu của việc xâm phạm thương mại các nguồn tài nguyên thiên nhiên. Thông qua công nghệ lập bản đồ rẻ tiền, bộ lạc Trio hy vọng có thể bảo vệ được vùng đất tổ tiên của mình.
Nhằm lập bản đồ chính xác sinh khối của lưu vực Amazon và bức xạ cacbon liên quan sau đó, thì việc phân loại các giai đoạn phát triển cây gỗ trong các phần khác nhau của rừng là quan trọng. Năm 2006 Tatiana Kuplich đã phân chia cây gỗ trong lưu vực Amazon thành 4 thể loại:
1. Rừng thành thục.
2. Rừng tái sinh [ít hơn 3 năm]
3. Rừng tái sinh [từ 3 đến 5 năm tái phát triển]
4. Rừng tái sinh [11 tới 18 năm phát triển liên tục].[32].

Nhà nghiên cứu này đã sử dụng sự kết hợp của Radar độ mở tổng hợp (SAR) và Thematic Mapper (TM) để đặt chính xác các phần khác nhau của lưu vực Amazon vào một trong bốn thể loại nói trên.

### Ảnh hưởng của khô hạn Amazon
Năm 2005, một số phần của lưu vực Amazon đã trải qua thời kỳ khô hạn tệ hại nhất trong vòng 100 năm qua và có những chỉ thị cho thấy năm 2006 là năm khô hạn kế tiếp. Bài báo ngày 23-7-2006 trên báo The Independent của Anh thông báo các kết quả của Trung tâm nghiên cứu lỗ hổng rừng chỉ ra rằng rừng Amazon ở tình trạng hiện tại của nó chỉ có thể chịu đựng được 3 năm khô hạn. Các khà khoa học tại Viện nghiên cứu Amazonia quốc gia Brasil trong bài báo cho rằng sự khô hạn này, cùng với các hiệu ứng của chặt phá rừng lên khí hậu khu vực, đang đẩy rừng mưa về phía "điểm đỉnh" mà tại đó nó bắt đầu tàn lụi không thể đảo ngược được. Bài báo kết luận rằng rừng đang ở bờ vực để trở thành xavan hay sa mạc, với các hậu quả thảm hại cho khí hậu thế giới.
Theo WWF, sự kết hợp của thay đổi khí hậu và chặt phá rừng làm tăng hiệu ứng khô đi của các cây đã chết và làm tăng các vụ cháy rừng.

## Tranh cãi lãnh thổ
Một số chính khách và nhà báo cho rằng Amazon thuộc về toàn thể loài người, và vì thế nó nên là một khu vực quốc tế. Năm 1989, Al Gore nói rằng: "Contrary to what Brazilians think, the Amazon is not their property, it belongs to all of us." (Ngược lại với những gì người Brasil nghĩ, Amazon không phải là tài sản của họ, nó thuộc về tất cả chúng ta). Có sự tranh luận về vấn đề này trong giới báo chí Brasil, chính phủ và cộng đồng xã hội cho rằng phát biểu này gây tổn hại tới chủ quyền quốc gia.
Bài báo đăng tháng 5 năm 2008 trên New York Times với tiêu đề "Whose Rain Forest Is This, Anyway?" (Tuy nhiên, rừng mưa này là của ai?) đã gây tranh luận tại Brasil buộc tổng thống Brasil, ông Lula phải trả lời "the Amazon belongs to Brazilians" (Amazon thuộc về người Brasil) và sau đó là phản ứng mạnh mẽ hơn: "North Americans have no moral authority to complain about Amazonia, they point fingers dirty with oil." (Người Bắc Mỹ không có quyền tinh thần để phàn nàn về Amazonia, họ chỉ trỏ những ngón tay bẩn thỉu với dầu)
Có tranh cãi trong cộng đồng người Brasil rằng nếu Amazon bị xâm phạm thì điều đó có dẫn tới chiến tranh hay không. Biên giới Amazon thuộc Brasil hiện do quân đội Brasil tuần tra và bảo vệ.